# Diapetimorpha amoena
Diapetimorpha amoena är en stekelart som först beskrevs av Cresson 1865.  Diapetimorpha amoena ingår i släktet Diapetimorpha och familjen brokparasitsteklar. Inga underarter finns listade i Catalogue of Life.